# سیارک ۳۳۸۰
سیارک ۳۳۸۰ (به انگلیسی: 3380 Awaji، نامگذاری:1940EF) سه هزار و سیصد و هشتادمین سیارک کشف شده‌است که در ۱۵ مارس ۱۹۴۰ کشف شد.
قدر مطلق سیارک برابر ۱۱٫۹۰ است.